# Kulegasz
Kulegasz (ros. Кулегаш) – wieś (sieło) w Rosji, w Tatarstanie, w rejonie agryskim. W 2021 liczyła 303 mieszkańców, głównie Maryjczyków.